# آنجان سیرواستاو
آنجان سیرواستاو (به انگلیسی: Aanjjan Srivastav) (زاده ۲ ژوئن ۱۹۴۸) بازیگر هندی است.
از فیلم‌های معروف او می‌توان به بازی در فیلم میسیسیپی ماسالا اشاره کرد.

## فیلم‌شناسی
فهرست برخی از فیلم‌هایی که آنجان سیرواستاو در آن‌ها به ایفای نقش پرداخته‌است:
- میسیسیپی ماسالا
- ورود ممنوع
- تیز مارخان
- نمی‌توانم تو را فراموش کنم
- پیوند
- یووراج
- شماره اول
- این زندگی است
- کسی که برنده می‌شود پادشاه است
- دل همچنان هندوستانی است
- قلبم متعلق به توست
- محبوب
- زیبا
- پدر
- نیروی الهی
- من آزاد هستم
- شرارت
- بی‌نظیر
- من این را دوست دارم
- صدایت را بالا ببر
- یکسان
- مدرسه
- راز: حقیقت پنهان
- نشانه شما چیست؟
- کرم
- پاسخ
- مهربانی
- غلامی
- این فقط قلب است
- ملکه زیبایی و شاه دزد
- فرنگی
- عاشق
- دکتر باباصاحب
- آهن
- آخرین دادگاه
- جنگجو
- دنیا
- آشوب
- اینجا خانه شماست
- کنده شده
- عشق علاقه محبت
- عاشقی در چندی‌گر